# Jole Giugni Lattari
Jole Giugni Lattari (Tripoli, 29 luglio 1923 – Roma, 6 luglio 2007) è stata una politica italiana, dirigente del Movimento Sociale Italiano e deputata nella IV Legislatura. È stata la prima donna calabrese eletta al Parlamento italiano.

## Biografia
Si laureò in Filosofia nel 1944 all'Università degli Studi di Napoli, ebbe come relatore della tesi il filosofo Benedetto Croce. Terminati gli studi, iniziò l'attività di insegnante di Filosofia e Storia presso il Liceo classico "Pitagora" di Crotone.
Negli stessi anni intraprese la carriera politica, venendo eletta per la prima volta nel 1952 al consiglio comunale di Crotone tra le file del Movimento Sociale Italiano. Fu confermata anche nelle elezioni comunali successive (1956, 1960 e 1964), rimanendo sempre l'unica donna eletta nel Consiglio.
Nel 1963 si candidò per le elezioni politiche: riuscì a ottenere 15.202 preferenze, divenendo pertanto la prima parlamentare-donna calabrese e la prima in assoluto eletta nell'MSI. Termina il proprio mandato nel 1968.
Ha fatto parte del Comitato centrale dell'MSI per 15 anni, dal 1954 al 1969.